# Praag 13
Praag 13 is een gemeentelijk district van de Tsjechische hoofdstad Praag. Het is het hoofddistrict van het gelijknamige administratieve district. Tot het administratieve district behoort ook het gemeentelijke district Praag-Řeporyje. Tot het gemeentelijk district Praag 13 behoren grote gedeelten van de wijken Třebonice en Stodůlky en een gedeelte van de wijk Jinonice. Het gemeentelijk district Praag 13 heeft 55.154 inwoners (2005), het administratieve district met dezelfde naam heeft 57.922 inwoners (2005). Dit artikel gaat verder over het gemeentelijke district.

## Aangrenzende districten en gemeenten
In het noorden grenst Praag 13 aan Praag-Zličín en Praag 17-Řepy. Ten oosten van Praag 13 ligt het district Praag 5 en aan de zuidkant liggen Praag-Řeporyje en Praag-Slivenec. Aan de westzijde van het district liggen, buiten de gemeentegrens van Praag, de gemeenten Chrášťany en Jinočany, beide onderdeel van de okres Praha-západ.
Praag 1 · Praag 2 · Praag 3 · Praag 4 · Praag-Kunratice · Praag 5 · Praag-Slivenec · Praag 6 · Praag-Lysolaje · Praag-Nebušice · Praag-Přední Kopanina · Praag-Suchdol · Praag 7 · Praag-Troja · Praag 8 · Praag-Březiněves · Praag-Ďáblice · Praag-Dolní Chabry · Praag 9 · Praag 10 · Praag 11 · Praag-Křeslice · Praag-Šeberov · Praag-Újezd · Praag 12 · Praag-Libuš · Praag 13 · Praag-Řeporyje · Praag 14 · Praag-Dolní Počernice · Praag 15 · Praag-Dolní Měcholupy · Praag-Dubeč · Praag-Petrovice · Praag-Štěrboholy · Praag 16-Radotín · Praag-Lipence · Praag-Lochkov · Praag-Velká Chuchle · Praag-Zbraslav · Praag 17-Řepy · Praag-Zličín · Praag 18-Letňany · Praag 19-Kbely · Praag-Čakovice · Praag-Satalice · Praag-Vinoř · Praag 20-Horní Počernice · Praag 21-Újezd nad Lesy · Praag-Běchovice · Praag-Klánovice · Praag-Koloděje · Praag 22-Uhříněves · Praag-Benice · Praag-Kolovraty · Praag-Královice · Praag-Nedvězí